# Emiliano Terzaghi
Emiliano Franco Terzaghi (Buenos Aires, Argentina; 6 de marzo de 1993) es un futbolista argentino. Juega de delantero y su actual equipo es Richmond Kickers de la USL League One de los Estados Unidos

## Clubes
| Club                      | País           | Año       |
| ------------------------- | -------------- | --------- |
| Banfield                  | Argentina      | 2011-2014 |
| Temperley                 | Argentina      | 2015      |
| Banfield                  | Argentina      | 2015-2016 |
| Boca Unidos de Corrientes | Argentina      | 2016      |
| Defensores de Belgrano    | Argentina      | 2017      |
| Unión de Villa Krause     | Argentina      | 2017-2018 |
| Huracán Las Heras         | Argentina      | 2018-2019 |
| San Martín De Burzaco     | Argentina      | 2019-2020 |
| Richmond Kickers          | Estados Unidos | 2020-Act. |

### Estadísticas
| Equipo                                  | Div.                | Temporada           | Liga     | Liga  | Copa Nacional | Copa Nacional | Copa Internacional(1) | Copa Internacional(1) | Total    | Total |
| Equipo                                  | Div.                | Temporada           | Partidos | Goles | Partidos      | Goles         | Partidos              | Goles                 | Partidos | Goles |
| Banfield Argentina                      | 1.ª                 | 2010/11             | 1        | 0     | -             | -             | -                     | -                     | 1        | 0     |
| Banfield Argentina                      | 1.ª                 | 2011/12             | 4        | 0     | 2             | 0             | -                     | -                     | 6        | 0     |
| Banfield Argentina                      | 2.ª                 | 2012/13             | 2        | 1     | 0             | 0             | -                     | -                     | 2        | 1     |
| Banfield Argentina                      | 2.ª                 | 2013/14             | 19       | 3     | 2             | 1             | -                     | -                     | 21       | 4     |
| Banfield Argentina                      | 1.ª                 | 2014                | 14       | 2     | 0             | 0             | -                     | -                     | 14       | 2     |
| Banfield Argentina                      | Total               | Total               | 40       | 6     | 4             | 1             | 0                     | 0                     | 44       | 7     |
| Temperley Argentina                     | 1.ª                 | 2015                | 6        | 0     | 1             | 0             | -                     | -                     | 7        | 0     |
| Temperley Argentina                     | Total               | Total               | 6        | 0     | 1             | 0             | 0                     | 0                     | 7        | 0     |
| Banfield Argentina                      | 1.ª                 | 2015                | 0        | 0     | 0             | 0             | -                     | -                     | 0        | 0     |
| Banfield Argentina                      | Total               | Total               | 0        | 0     | 0             | 0             | 0                     | 0                     | 0        | 0     |
| Total en su carrera                     | Total en su carrera | Total en su carrera | 46       | 6     | 5             | 1             | 0                     | 0                     | 51       | 7     |
| (1) Incluye datos de la Copa Argentina. |                     |                     |          |       |               |               |                       |                       |          |       |

## Palmarés

### Campeonatos nacionales
| Título             | Club     | País      | Año     |
| ------------------ | -------- | --------- | ------- |
| Primera B Nacional | Banfield | Argentina | 2013-14 |

### Distinciones individuales
| Distinción                               | Año  |
| ---------------------------------------- | ---- |
| Goleador de la USL League One (10 goles) | 2020 |
| Goleador de la USL League One (18 goles) | 2021 |
| Goleador de la USL League One (17 goles) | 2022 |